# Algerische Luftstreitkräfte

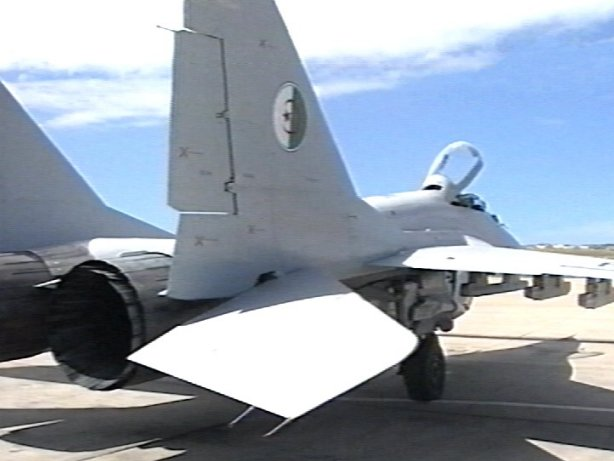
MiG-29

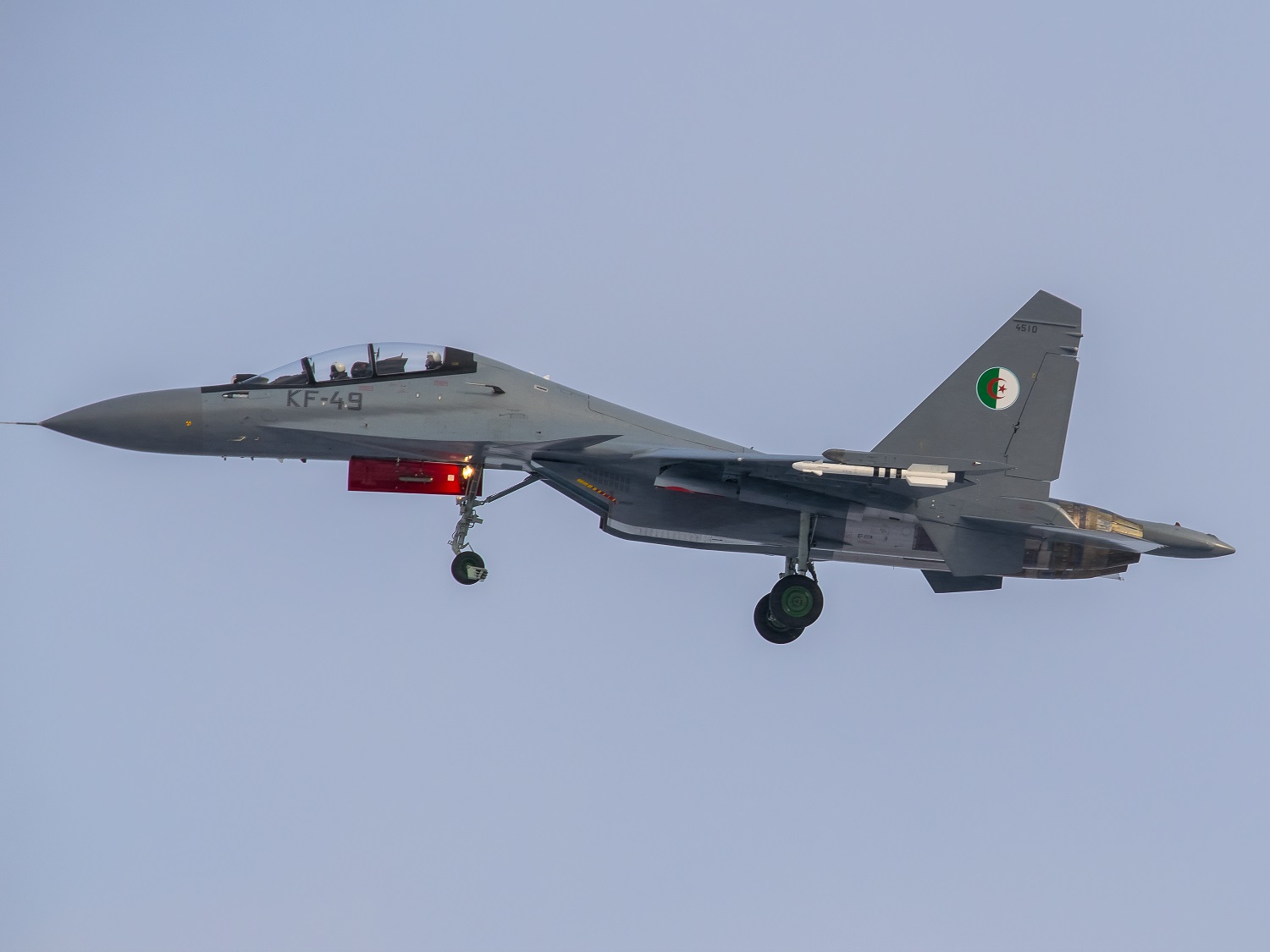
Su-30

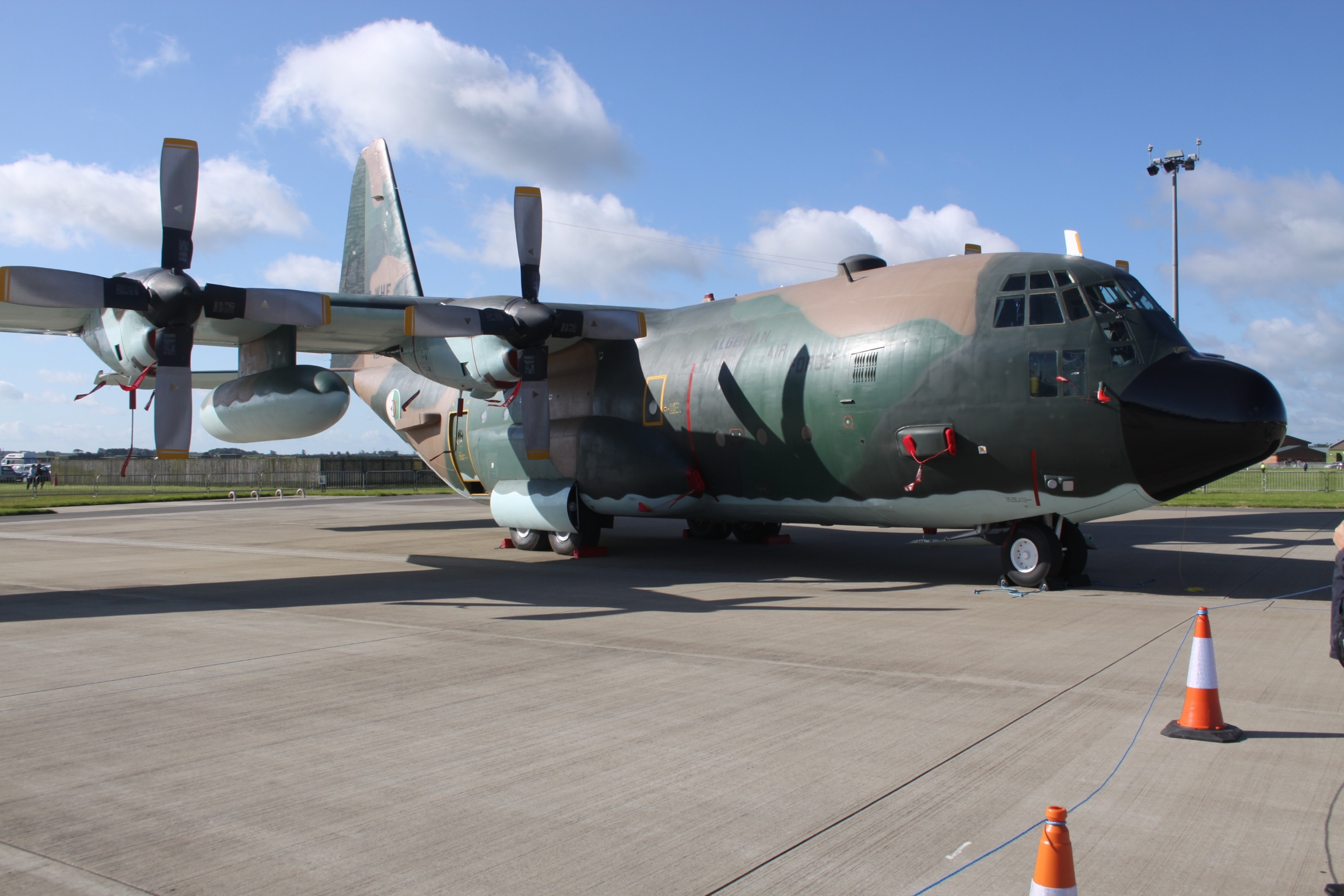
C-130 Hercules

Die algerischen Luftstreitkräfte (القوات الجوية الجزائرية Al Quwwat aljawwiya aljaza'eriiya) (einschließlich der Luftverteidigung) haben eine Stärke von etwa 14.000 Soldaten.

## Gliederung
Die algerischen Luftstreitkräfte gliedern sich in folgende Geschwader:
- 1. Kampfhubschraubergeschwader
  - 421. Kampfhubschrauberstaffel (Mi-24)
  - 441. Kampfhubschrauberstaffel (Mi-24)
  - Verbindungshubschrauberstaffel
- 2. Transportgeschwader
  - 2 Transportstaffeln (C-130)
  - 1 Transportstaffel (CN-295)
  - 2 Überwachungs- /Verbindungsstaffeln (Beech 1900D)
- 3. Luftverteidigungsgeschwader
  - 113. Staffel (MiG-29)
  - 143. Staffel (MiG-29)
  - 153. Staffel (MiG-29)
  - 193. Staffel (MiG-29)
- 4. Jagdbombergeschwader
  - 274. Staffel (Su-24MK)
  - 284. Staffel (Su-24MK)
  - 294. Staffel (Su-24MK)
- 6. Hubschraubergeschwader
  - 436. Hubschrauberstaffel (Mi-17, Mi-171)
  - 456. Hubschrauberstaffel (Mi-17, Mi-171)
  - Kampfhubschrauberstaffel (Mi-24)
  - Verbindungshubschrauberstaffel
  - 7. Strategisches Tanker- /Transportgeschwader
  - 347. Tankerstaffel (Il-76)
  - 357. Tankerstaffel (Il-78)
- 8. Ausbildungsgeschwader
  - 68. Ausbildungsstaffel („King Air“ C90B)
  - 618. Ausbildungsstaffel (L-39)
  - 658. Ausbildungsstaffel (Zlín Z-142)
  - 678. Ausbildungsstaffel (Zlín Z-142)
- 9. Hubschrauberausbildungsgeschwader (Mi-2, Mi-171, „Ecureuil“)
- 10. Luftverteidigungsgeschwader
  - 110. Abfangjägerstaffel (MiG-25PDS, 2022 außer Dienst gestellt[4])
  - 510. Aufklärungsstaffel (MiG-25RB, 2022 außer Dienst gestellt;[4]Su-24MR)
- Geschwader
  - 2 Abfangjägerstaffeln (MiG-23MS)
  - 1 Mehrzweckstaffel (Su-30MKA)
  - 632. Ausbildungsstaffel (L-39ZA)
  - 640. Ausbildungsstaffel („King Air“ 200)
  - SAR-Staffel (Ka-27, Ka-32)

## Ausrüstung

### Luftfahrzeuge
Die algerischen Luftstreitkräfte verfügen über folgende Ausrüstung:
| Flugzeug                       | Foto           | Herkunft                     | Verwendung                          | Version                             | Aktiv          | Bestellt       | Anmerkungen                                                                         |  |
| Kampfflugzeuge                 | Kampfflugzeuge | Kampfflugzeuge               | Kampfflugzeuge                      | Kampfflugzeuge                      | Kampfflugzeuge | Kampfflugzeuge | Kampfflugzeuge                                                                      |  |
| ------------------------------ | -------------- | ---------------------------- | ----------------------------------- | ----------------------------------- | -------------- | -------------- | ----------------------------------------------------------------------------------- |  |
| Mikojan-Gurewitsch MiG-29      |                | Sowjetunion                  | Mehrzweckkampfflugzeug              | MiG-29SMiG-29UBMiG-29MMiG-29M2      | 33             | 5              | Ursprünglich 56 Flugzeuge Occasion erworben, ältere Exemplare ab 2020 ausgemustert. |  |
| Suchoi Su-24                   |                | Sowjetunion                  | Bomber                              |                                     | 42             |                |                                                                                     |  |
| Suchoi Su-30                   |                | Russland/ Sowjetunion        | Mehrzweckkampfflugzeug              |                                     | 60             |                |                                                                                     |  |
| Suchoi Su-57E                  |                | Russland                     | Tarnkappen-Mehrzweckkampfflugzeug   |                                     |                | ?              | Bestellung für unbestimmte Stückzahl auf Aeroindia25 bestätigt                      |  |
| Flugzeuge für Spezialmissionen |                |                              |                                     |                                     |                |                |                                                                                     |  |
| Beechcraft 1900                |                | Vereinigte Staaten           | Aufklärungsflugzeug                 |                                     | 6              |                |                                                                                     |  |
| Beechcraft King Air            |                | Vereinigte Staaten           | SeefernaufklärerAufklärungsflugzeug | King Air 200/350King Air 200        | 31             |                |                                                                                     |  |
| Tankflugzeuge                  |                |                              |                                     |                                     |                |                |                                                                                     |  |
| Iljuschin Il-76                |                | Sowjetunion                  | Tankflugzeug                        | Il-78                               | 5              |                |                                                                                     |  |
| Transportflugzeuge             |                |                              |                                     |                                     |                |                |                                                                                     |  |
| Beechcraft 1900                |                | Vereinigte Staaten           | Transportflugzeug                   |                                     | 6              |                |                                                                                     |  |
| Lockheed Martin C-130 Hercules |                | Vereinigte Staaten           | Transportflugzeug                   | C-130HC-130J                        | 141            | 1              | Die erste C-130J Maschine im Januar 2022 ausgeliefert.                              |  |
| Lockheed L-100 Hercules        |                | Vereinigte Staaten           | Transportflugzeug                   | LM-100J                             | 2              |                |                                                                                     |  |
| CASA C-295                     |                | Spanien                      | Transportflugzeug                   |                                     | 5              |                |                                                                                     |  |
| Iljuschin Il-76                |                | Sowjetunion                  | Transportflugzeug                   |                                     | 11             |                |                                                                                     |  |
| Beechcraft King Air            |                | Vereinigte Staaten           | Transportflugzeug                   | King Air 90King Air 200King Air 350 | 20             |                |                                                                                     |  |
| Pilatus PC-6                   |                | Schweiz                      | Mehrzweckflugzeug                   |                                     | 2              |                |                                                                                     |  |
| Geschäftsreiseflugzeuge        |                |                              |                                     |                                     |                |                |                                                                                     |  |
| Airbus A340                    |                | Europäische Union            | Geschäftsreiseflugzeug              |                                     | 1              |                | [ 11 ]                                                                              |  |
| Gulfstream IV                  |                | Vereinigte Staaten           | Geschäftsreiseflugzeug              | IV-SP                               | 4              |                | [ 11 ]                                                                              |  |
| Gulfstream V                   |                | Vereinigte Staaten           | Geschäftsreiseflugzeug              |                                     | 1              |                | [ 11 ]                                                                              |  |
| Schulflugzeuge                 |                |                              |                                     |                                     |                |                |                                                                                     |  |
| Aero L-39                      |                | Tschechoslowakei             | Schulflugzeug                       |                                     | 54             |                |                                                                                     |  |
| Jakowlew Jak-130               |                | Russland                     | Schulflugzeug                       |                                     | 16             |                |                                                                                     |  |
| Mikojan-Gurewitsch MiG-29      |                | Sowjetunion                  | Schulflugzeug                       |                                     | 1              |                |                                                                                     |  |
| Hubschrauber                   |                |                              |                                     |                                     |                |                |                                                                                     |  |
| Airbus Helicopters H125        |                | Frankreich                   | Mehrzweckhubschrauber               | AS355                               | 14             |                |                                                                                     |  |
| AgustaWestland AW139           |                | Italien                      | Mehrzweckhubschrauber               |                                     | 11             |                |                                                                                     |  |
| Bell 412                       |                | Vereinigte Staaten           | Mehrzweckhubschrauber               |                                     | 3              |                |                                                                                     |  |
| Kamow Ka-32                    |                | Sowjetunion                  | Transporthubschrauber               |                                     | 3              |                |                                                                                     |  |
| Mil Mi-2                       |                | Sowjetunion                  | Mehrzweckhubschrauber               |                                     | 22             |                |                                                                                     |  |
| Mil Mi-8                       |                | Sowjetunion                  | Mehrzweckhubschrauber               | Mi-17Mi-171                         | 138            |                |                                                                                     |  |
| Mil Mi-24                      |                | Sowjetunion                  | Kampfhubschrauber                   |                                     | 33             |                |                                                                                     |  |
| Mil Mi-26                      |                | Sowjetunion                  | Mehrzweckhubschrauber               |                                     | 14             |                |                                                                                     |  |
| Mil Mi-28                      |                | Russland/ Sowjetunion        | Kampfhubschrauber                   |                                     | 42             |                |                                                                                     |  |
| Schulungshubschrauber          |                |                              |                                     |                                     |                |                |                                                                                     |  |
| Agusta A119                    |                | Italien                      | Schulungshubschrauber               |                                     | 8              |                |                                                                                     |  |
| PZL W-3 Sokół                  |                | Polen                        | Schulungshubschrauber               |                                     | 8              |                |                                                                                     |  |
| Unbemannte Luftfahrzeuge       |                |                              |                                     |                                     |                |                |                                                                                     |  |
| CASC Rainbow                   |                | Volksrepublik China          | Kampfdrohne                         | CH-3CH-4                            |                |                | [ 12 ]                                                                              |  |
| Chengdu Wing Loong             |                | Volksrepublik China          | Kampfdrohne                         | Wing Loong II                       |                | 24             | Auslieferung soll Ende 2021 beginnen                                                |  |
| Yabhon United-40               |                | Vereinigte Arabische Emirate | Kampfdrohne                         |                                     |                |                | Wird als Algeria 54 bezeichnet                                                      |  |
| Yabhon Flash-20                |                | Vereinigte Arabische Emirate | Aufklärungsdrohne                   |                                     |                |                | Wird als Algeria 55 bezeichnet                                                      |  |
| Denel Dynamics Seeker          |                | Südafrika                    | Aufklärungsdrohne                   | Seeker 2                            | ca. 10         |                | [ 15 ]                                                                              |  |

Algerien erhielt ab 1978 etwa 40 Mig-25 und flog die letzten davon bis 2022. schon viel Früher etwa 2002 waren die letzten Mig-21 ausgemustert worden, die ab 1965 in Dienst gestellt worden waren. Die Su-7/Su-22 waren schon vor dem Jahr 2000 verschwunden, während Mig-23 noch über dieses Datum hinaus im Einsatz blieben und im 2010 immer noch 4 Staffeln mit 56 Flugzeugen des Typs bildeten. Zehn Jahre später im 2020 standen auch noch 16 Su-25 im Dienst.
Nach der Unabhängigkeit hatte das Land mit Mig-17 begonnen.

### Bewaffnung
Als Bordwaffen werden u. a. folgende Waffensysteme verwendet:
- Luft-Luft-Raketen:
  - AA-6 ()
  - AA-7 ()
  - AA-8 ()
  - AA-10 ()
  - AA-11 ()
  - AA-12 ()

- Luft-Boden-Raketen:
  - AS-10 ()
  - AS-12 ()
  - AS-14 ()
  - AS-17 ()
  - AS-18 ()

- Panzerabwehrlenkwaffen:
  - AT-9 ()
  - ZT35 „Ingwe“ ()

- Flugabwehrwaffen:
  - S-125 Newa ()
  - 9K317 Buk-M2E ()
  - S-300PMU-2 ()
  - 2K12 Kub ()

## Zwischenfälle
- Am 11. Februar 2014 verunglückte eine Lockheed C-130H Hercules der algerischen Luftstreitkräfte (Luftfahrzeugkennzeichen 7T-WHM) in bergigem Gelände nahe Aïn Kercha. Die Maschine befand sich im Anflug auf den Flughafen Constantine, als sie 30 km südlich davon mit dem Gelände kollidierte. Von den 77 Personen an Bord kamen 76 ums Leben.[19]

- Am 11. April 2018  stürzte eine Iljuschin Il-76 der algerischen Luftstreitkräfte (7T-WIV) in der Provinz Blida im Norden von Algerien kurz nach dem Start vom Luftwaffenstützpunkt Boufarik nahe der Hauptstadt Algier auf ein Feld ab, zerbrach und brannte aus. Alle 257 Insassen, 247 Soldaten und Angehörige und 10 Besatzungsmitglieder starben dabei.[20]

## Verweise

### Siehe
- Dienstgrade der algerischen Luftstreitkräfte